# Алендејл (Мичиген)
Алендејл (енгл. Allendale) насељено је место без административног статуса у америчкој савезној држави Мичиген.

## Демографија
По попису из 2010. године број становника је 17.579, што је 6.024 (52,1%) становника више него 2000. године.
| Група             | 2000.          | 2010.          |
| Белци             | 10.614 (91,9%) | 15.523 (88,3%) |
| Афроамериканци    | 343 (3,0%)     | 574 (3,3%)     |
| Азијати           | 103 (0,9%)     | 255 (1,5%)     |
| Хиспаноамериканци | 350 (3,0%)     | 839 (4,8%)     |
| Укупно            | 11.555         | 17.579         |